# 雷普采圣哲尔吉
雷普采圣哲尔吉是匈牙利沃什州所辖的一个村，总面积5.75平方公里，总人口108，人口密度18.8人/平方公里（2010年1月1日）。